# ماینلیر کلاس ابدیل
ماینلیر کلاس ابدیل (به انگلیسی: Abdiel-class minelayer) یک کلاس از کشتی است که طول آن ۴۰۰ فوت ۶ اینچ (۱۲۲٫۰۷ متر) می‌باشد.